# Ifield Mill Pond
Der Ifield Mill Pond ist ein See im Westen von Crawley. Der See hat drei Zuflüsse aus südlicher Richtung. Der Ifield Brook zusammen mit seinem Nebenarm dem Ifield Mill Stream bilden seinen Abfluss im Norden des Sees.
Der See wird durch die Arun Valley Line der Eisenbahn in einen kleineren nördlichen und einen größeren südlichen Teil geteilt.